# Francesco Vincenzo Negri
Francesco Vincenzo Negri (Venezia, 6 febbraio 1769 – Venezia, 15 ottobre 1827) è stato un filologo italiano.

## Biografia
Era un valente letterato veneziano, esperto nella lingua greca. Si occupò a lungo della revisione dell'edizione di Marziale dovuta al cavaliere Pio Magenta (poi pubblicata come Epigrammi erotici di M. Valerio Marziale, Pavia, 1821). Assieme ad Angelo Zendrini sottopose a controllo la Galleria dei letterati ed artisti … delle province Austro-Venete …, Venezia, Alvisopoli, 1822-1824, scrivendo per Bartolomeo Gamba ben 50 “Vite”.
Tra le sue opere possiamo ricordare:
- la traduzione di Epigrammi greci, Venezia, Luigi Plet, 1835
- il volgarizzamento di una Lettera di Francesco Petrarca …, Treviso, Andreola-Medesin, 1856
- Due novelle …, Venezia, Antonelli, 1868
- una Novella inedita …, Venezia, Clementi, 1868.